# 레더호젠

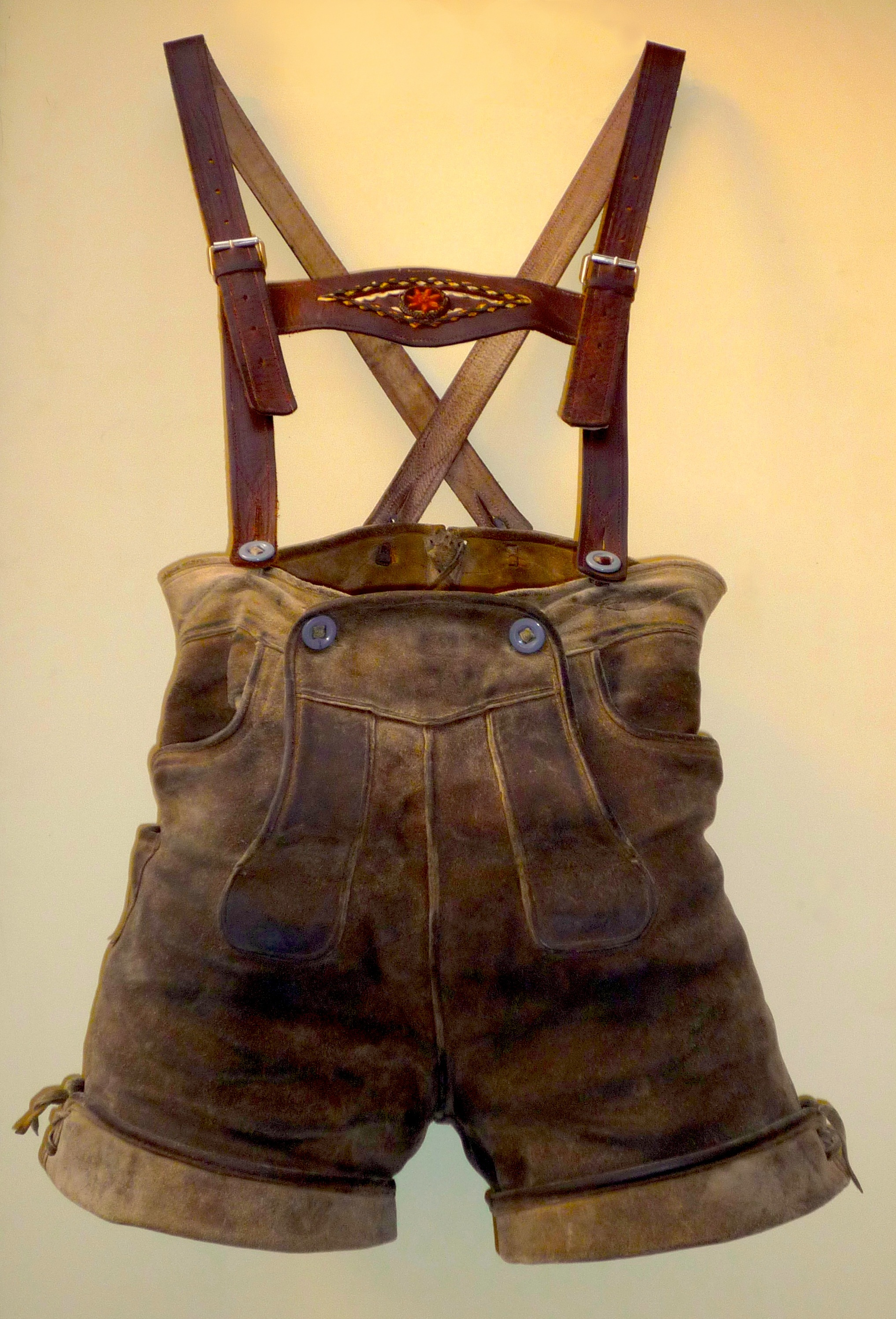
1940년대, H형태의 멜빵과 바지 밑단이 접혀있는 젊은층을 위한 레더호젠

레더호젠(독일어: Lederhosen, 독일어 발음: [ˈleːdɐˌhoːzn̩] ( 듣기)/단수형: 레더호스(Lederhose), 독일어 발음: [ˈleːdɐˌhoːzə] ( 듣기))은 독일 바이에른주, 오스트리아, 스위스의 남성이 입는 전통적인 가죽 바지이다. 독일어로 레더(leder)는 가죽을 뜻하며 호젠(hosen)은 바지의 복수형을 의미한다. 독일에서는 다른 종류의 가죽 바지와의 혼동을 피하기 위해 트라흐텐 레더호즈(Trachten Lederhose)라는 용어를 주로 사용한다. 옥토버페스트 기간에는 여성은 디른들을 입고 남성은 레더호젠을 입고 축제를 즐긴다.

## 역사
레더호젠을 만드는데 쓰이는 가죽은 볼차노도 지역에서 발명된 것이 아니며 다른 지역에서도 쓰인다. 예를 들어, 프랑스인들은 가죽 퀼로트를 입는데, 이는 레더호젠과 매우 유사하다. 

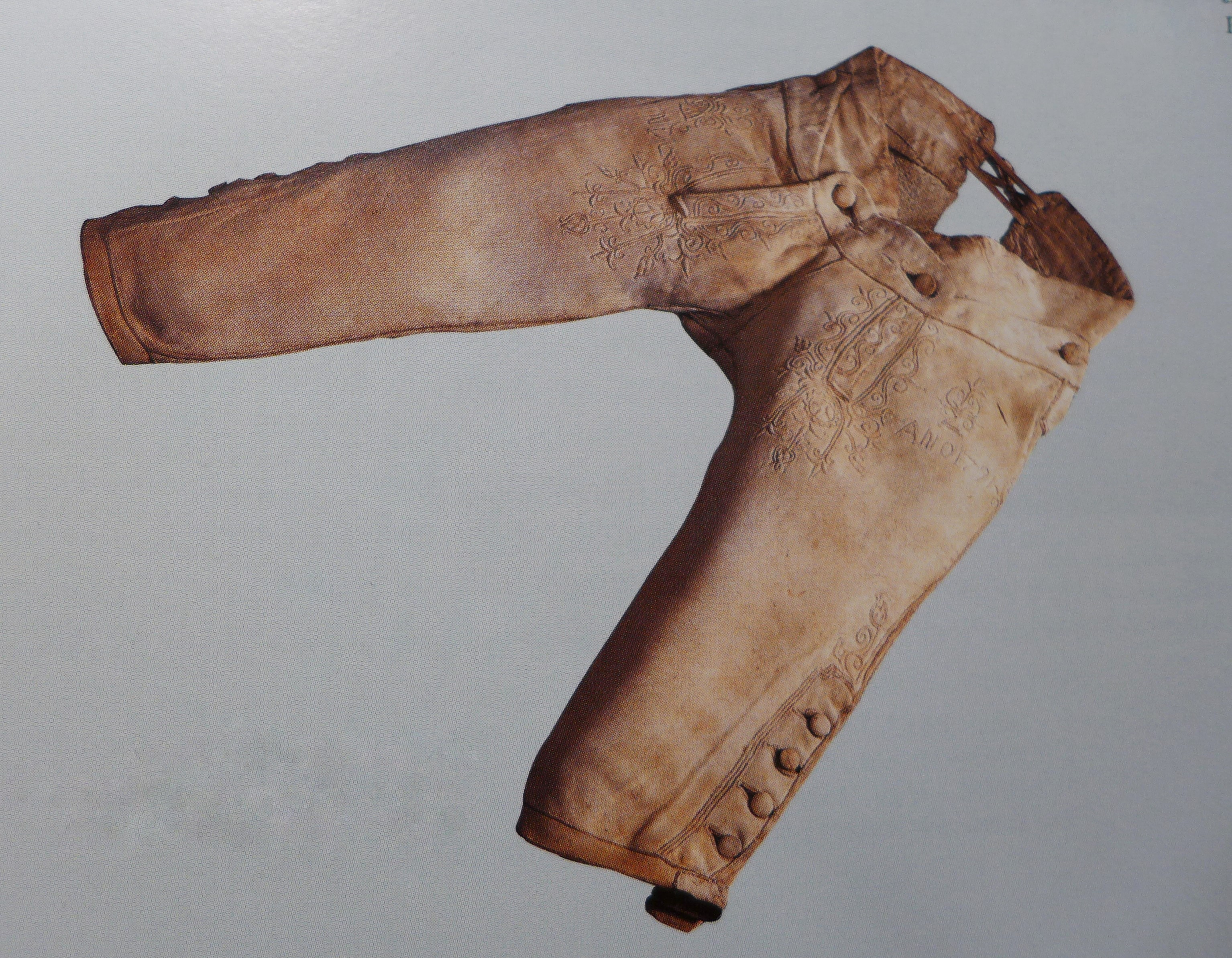
1791년, 프랑스의 가죽 퀼로트

바이에른 지방에서 만든 레더호젠은 화려한 바늘땀과 특징적인 뿔 모양의 단추 외에도 바지의 길이가 다른 유럽 지역의 가죽 바지와 특징적인 차이를 준다.

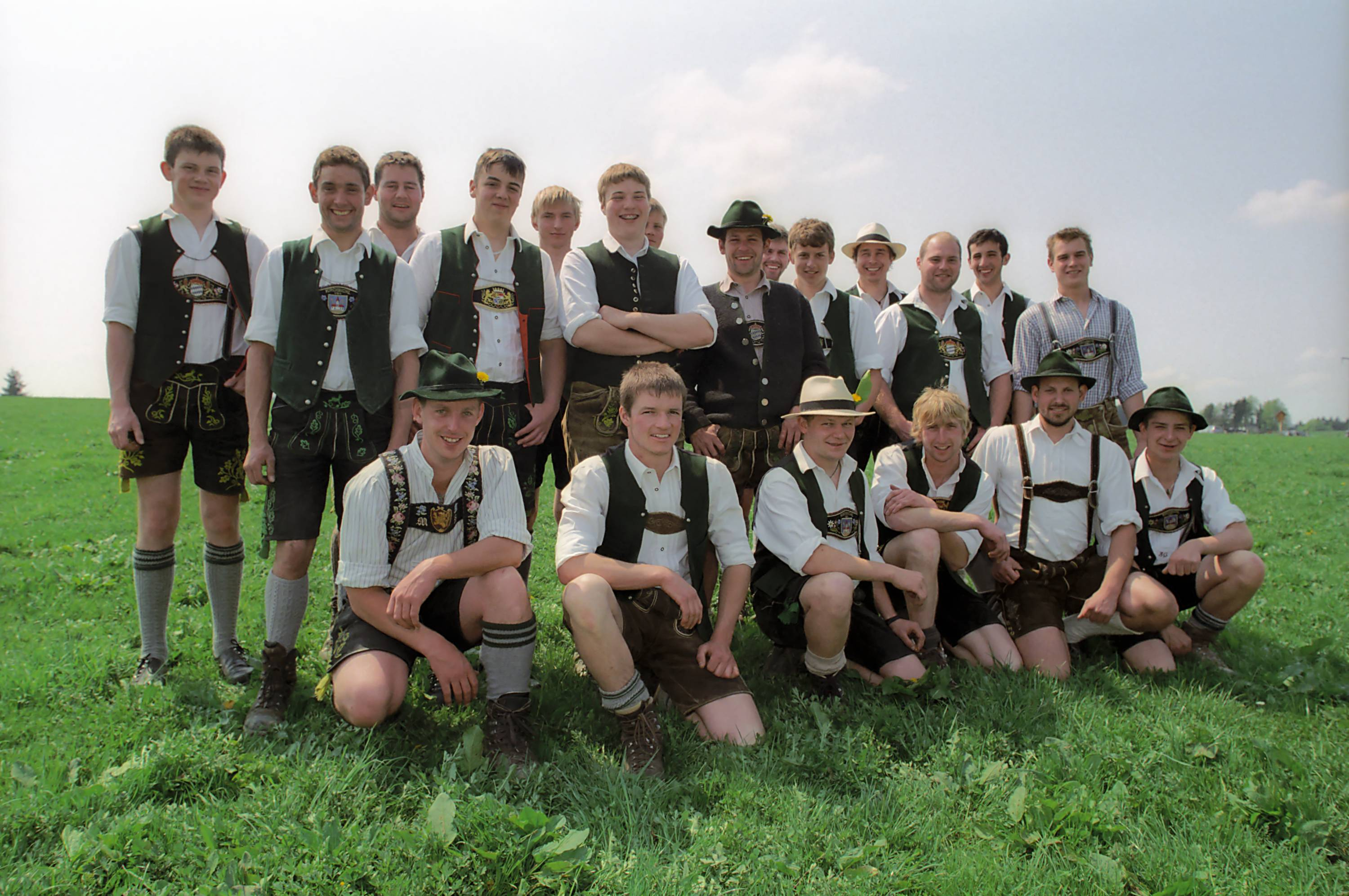
바이에른주의 남성들은 짧은 레더호젠을 입었다.

무릎까지 내려오는 레더호젠은 대부분 특별한 경우에 착용했으며 오스트리아와 바이에른 알프스에서 일상적으로 사용되는 레더호젠의 기장은 무릎 위까지 왔다. 주로 동알스프산맥 지역의 노동자와 사냥꾼들은 가파른 경사지에서 편안하게 움직일 수 있도록 바지의 신축성을 필요로 했다. 동알프스산맥 깊숙한 곳에선 레더호젠의 인기는 꾸준히 유지되었지만 산맥의 바깥쪽 지역의 사람들은 점차 일상 속에서 입지 않게 되었다. 바이에른 북부 바이리슈첼 마을에서 레더호젠 등 고산 지역의 전통을 보존하기 위해 노력했던 학교 선생님인 요제프 보글은 레더호젠 등 고산 지역의 전통을 보존하기 위해 노력했기에 이를 더 안타깝게 볼 수 밖에 없었다. 결국 그는 1883년에 라이차흐 계곡과 바이리슈첼 마을에 민족 의상 보존 협회를 설립했으며 이 협회는 뮌헨에서 잘츠부르크와 비엔나까지, 동부 알프스의 바깥 지역에 있던 트라흐텐버라인(Trachtenvereine)이라는 다른 보존 협회의 모델이 되었다.
바이에른주에서는 전통 의상을 보존하고 바이에른 민족의 정체성을 강화하려는 노력이 지배 계급의 큰 지지를 받았다. 당시 바이에른 왕국의 국왕이었던 루트비히 2세는 트라흐텐버라인의 창설을 지지한 것으로 유명하며, 루트비히 3세는 트라흐텐버라인에대한 지지를 보여주기 위해 레더호젠을 입고 알프스로 여행을 떠나기도 했다.

## 같이 보기
- 디른들
- 보디스
- 퀼로트
- 킬트
- 푸스타넬라